# Bithynia transsilvanica
Bithynia transsilvanica is een slakkensoort uit de familie van de Bithyniidae. De wetenschappelijke naam van de soort is voor het eerst geldig gepubliceerd in 1853 door Bielz.